# Ліхулешть
Ліхулешть, Ліхулешті (рум. Lihulești) — село у повіті Горж в Румунії. Входить до складу комуни Берлешть.
Село розташоване на відстані 202 км на захід від Бухареста, 30 км на схід від Тиргу-Жіу, 74 км на північ від Крайови.

## Населення
За даними перепису населення 2002 року у селі проживали 873 особи, з них 872 особи (99,9%) румунів. Рідною мовою 872 особи (99,9%) назвали румунську.